# Gum 55
Gum 55 (également connue sous le nom de RCW 113) est une vaste nébuleuse en émission visible dans la constellation australe du Scorpion.
Elle est située dans la partie méridionale de la constellation, près de la frontière avec la Règle. Elle fait partie du système de Scorpius OB1, à proximité de l'amas ouvert NGC 6231, situé dans le bras du Sagittaire. Elle apparaît comme une nébuleuse de taille considérable en forme d'arc, observable à l'aide d'un télescope. Sa déclinaison étant modérément australe, elle est visible depuis les régions boréales uniquement à partir des latitudes tempérées les plus méridionales. En revanche, depuis l'hémisphère austral, elle est observable durant une grande partie de l'année. La période idéale pour son observation en soirée s'étend de mai à octobre.
Gum 55 est une vaste région HII située à la périphérie sud de la région et possède une forme particulière, semblable à un anneau allongé centré autour des étoiles de NGC 6231, s'étendant jusqu'à 5°. Cette structure est façonnée par l'action combinée du vent stellaire des étoiles les plus massives du système. La partie nord-ouest de la nébuleuse présente une grande protubérance obscure appelée la Grande Trompe d'Éléphant (LET), semblable à VdB 42. Cette structure renferme trois petites nébuleuses par réflexion, référencées sous les noms vdBH 73a, 73b et 73c, la principale étant illuminée par l'étoile B CPD -41°7613, située sur la séquence principale. Cette grande structure en forme de trompe a été façonnée par le puissant vent stellaire des étoiles massives de NGC 6231, qui, en plus de créer une large bulle de vent stellaire, a comprimé le gaz en périphérie, entraînant ainsi une seconde vague de formation stellaire, observable au sein de la Trompe d'Éléphant.
Dans cette région, plusieurs globules de Bok ont été détectés. À l'extrémité de la Trompe d'Éléphant, 16 faibles sources émettant dans la bande Hα ont été identifiées, probablement des jeunes étoiles de masse faible à intermédiaire, en interaction avec les étoiles massives responsables de l'illumination de vdBH 73. Deux sources radio y ont également été répertoriées sous les références SFO 82a et SFO 82b.
En projection sur la ligne de visée de cette nébuleuse, on observe également des nuages diffus situés entre 100 et 300 parsecs du Soleil, probablement liés au nuage du Loup, dans le bras d'Orion. Ces nuages sont responsables d'une légère extinction affectant les étoiles de Scorpius OB1.